# Ski alpin aux Deaflympics - Slalom géant
Le Slalom géant a fait son apparition aux Deaflympics lors de l’édition de 1959 à Crans-Montana à Suisse. Ce sont les norvégiens Brynjulf Dammen et Gunvor Ruud qui en ont ouvert le palmarès.

## Palmarès

### Hommes
| Édition | Or                                                         | Argent                                                     | Bronze                                               |
| ------- | ---------------------------------------------------------- | ---------------------------------------------------------- | ---------------------------------------------------- |
| 1959    | Brynjulf Dammen                                            | Max Angermair                                              | Franz Eberherr                                       |
| 1963    | Hans Lie                                                   | Jakob Schmid                                               | Clemens Rinderer                                     |
| 1967    | Vittorio Palatini                                          | Theo Steffen                                               | Jakob Schmid                                         |
| 1971    | Vittorio Palatini (Slalom I) Vittorio Palatini (Slalom II) | Hans Martin Keller (Slalom I) Clemens Rinderer (Slalom II) | Clemens Rinderer (Slalom I) Theo Steffen (Slalom II) |
| 1975    | Patrick Pignard                                            | Andrew Swan                                                | Vittorio Palatini                                    |
| 1979    | Andrew Swan                                                | Patrick Pignard                                            | Vittorio Palatini                                    |
| 1983    | Andrew Swan                                                | Vittorio Palatini                                          | Torkel Hoff                                          |
| 1987    | Andrew Swan                                                | Crawford Carrick-Anderson                                  | Martin Larch                                         |
| 1991    | Robert Schaupper                                           | Arnaud Repellin                                            | Martin Larch                                         |
| 1995    | Crawford Carrick-Anderson                                  | Josef Schaupper                                            | Samo Petrac                                          |
| 1999    | David Pelletier                                            | Martin Larch                                               | Steve Favre                                          |
| 2003    | Andreas Santini                                            | Charles-Olivier Le Blanc                                   | Steve Favre                                          |
| 2007    | Phillipp Perchtold                                         | Matthias Becherer                                          | Aaron Nider                                          |
| 2015    | Nicolas Sarremejane                                        | Giacomo Pierbon                                            | Christoph Lebelhuber                                 |

### Femmes
| Édition | Or                                                              | Argent                                                          | Bronze                                                         |
| ------- | --------------------------------------------------------------- | --------------------------------------------------------------- | -------------------------------------------------------------- |
| 1959    | Gunvor Ruud                                                     | Erika Ledermann                                                 |                                                                |
| 1963    | Herlinde Huber                                                  | Kathi Murner                                                    | Heidi Kuenzi                                                   |
| 1967    | Tamara Petre Marcinuk                                           | Herlinde Huber                                                  | Hildegard Kneissl                                              |
| 1971    | Helene Sonderegger (Slalom I) Tamara Petre Marcinuk (Slalom II) | Tamara Petre Marcinuk (Slalom I) Helene Sonderegger (Slalom II) | Ingrid Klingenmeier (Slalom I) Ingrid Klingenmeier (Slalom II) |
| 1975    | Helene Sonderegger                                              | Brigitte Pelletier                                              | Mireille Pelletier                                             |
| 1979    | Mireille Pelletier                                              | Brigitte Pelletier                                              | Helene Sonderegger                                             |
| 1983    | Brigitte Pelletier                                              | Caroline Barbuzynski                                            | Monika Seile                                                   |
| 1987    | Nicoletta Lenzenwöger                                           | Katja Tissi                                                     | Christine Meyer                                                |
| 1991    | Nicoletta Lenzenwöger                                           | Monika Lackerbauer                                              | Marlene Lenzenwöger                                            |
| 1995    | Marlene Lenzenwöger                                             | Sabina Hmelina                                                  | Gabriela Ungerova                                              |
| 1999    | Petra Kurkova                                                   | Marlene Lenzenwöger                                             | Keiko Fushimi                                                  |
| 2003    | Amanda Ann Mooneyham                                            | Kelley Duran                                                    | Petra Kurkova                                                  |
| 2007    | Tereza Kmochova                                                 | Amanda Ann Mooneyham                                            | Kelley Duran                                                   |
| 2015    | Tereza Kmochova                                                 | Melissa Kock                                                    | Beatrice Brunnbauer                                            |

## Skieurs les plus titrés
Les skieurs ayant remporté au moins deux titres Deaflympics :
| Rang | Nation            | Or | Argent | Bronze | Total |
| ---- | ----------------- | -- | ------ | ------ | ----- |
| 1    | Vittorio Palatini | 3  | 1      | 2      | 6     |
| 2    | Andrew Swan       | 3  | 1      | 0      | 4     |

Les skieuses ayant remporté au moins deux titres Deaflympics :
| Rang | Nation                | Or | Argent | Bronze | Total |
| ---- | --------------------- | -- | ------ | ------ | ----- |
| 1    | Helene Sonderegger    | 2  | 1      | 1      | 4     |
| 2    | Tamara Petre Marcinuk | 2  | 1      | 0      | 3     |
| 3    | Nicoletta Lenzenwöger | 2  | 0      | 0      | 2     |
| 3    | Tereza Kmochova       | 2  | 0      | 0      | 2     |

## Tableau des médailles
Total par pays
| Rang | Nation             | Or | Argent | Bronze | Total |
| ---- | ------------------ | -- | ------ | ------ | ----- |
| 1    | Autriche           | 6  | 5      | 3      | 14    |
| 2    | France             | 5  | 5      | 1      | 11    |
| 3    | Italie             | 4  | 3      | 6      | 13    |
| 4    | États-Unis         | 3  | 3      | 1      | 7     |
| 5    | Australie          | 3  | 1      | 0      | 4     |
| 6    | Norvège            | 3  | 0      | 1      | 4     |
| 6    | République tchèque | 3  | 0      | 1      | 4     |
| 8    | Suisse             | 2  | 7      | 8      | 17    |
| 9    | Royaume-Uni        | 1  | 1      | 0      | 2     |
| 10   | Allemagne          | 0  | 3      | 6      | 9     |
| 11   | Slovénie           | 0  | 1      | 1      | 2     |
| 12   | Canada             | 0  | 1      | 0      | 1     |
| 13   | Japoni             | 0  | 0      | 1      | 1     |

### Liens Internes
- Ski alpin aux Deaflympics